# Krik 3
Krik 3 (izvirni angleški naslov Scream 3) je ameriška grozljivka iz leta 2000 in je tretji del iz filmske serije Krik (Scream). Film je delo filmskega režiserja Wesa Cravna in scenarista Ehrena Krugerja, v njem pa igrajo David Arquette, Neve Campbell, Courteney Cox, Patrick Dempsey, Scott Foley, Lance Henriksen, Matt Keeslar, Jenny McCarthy, Emily Mortimer, Parker Posey, Deon Richmond in Patrick Warburton. Izdan je bil 4. februarja 2000. Zgodba se dogaja tri leta po dogodkih v Kriku 2 (Scream 2) in sledi Sidney Prescott (Campbell), ki se pomakne v samoto po dogodkih v prejšnjih dveh filmih. Morilec pa začne ponovno z ubijanjem, tokrat igralske zasedbe Hollywodskega filma ''Rezilo 3''. Krik 3 vsebuje tako elemente grozljivke kot elemente komedije, s klišeji grozljivk iz prvih dveh filmov trilogije. V primerjavi s prejšnjima filmoma je v tem povečan humor in zmanjšana grozljivost filma. Film je bil poslednji del filmske serije, dokler se niso odločili za nadaljevanje Krik 4 (Scream 4) leta 2011.
Produkcija filma je naletela na težave pri scenariju, ki je bil pripravljen komaj na dan snemanja in je povzročil največje težave igralcem. 
Krik 3 je v primerjavi s prejšnjima filmoma dobil najslabše kritike. In čeprav je prejel mešane negativne odzive je zaslužil 161 milijona $; veliko kritikov je navedlo, da se film norčuje iz prejšnjih filmov filmske serije Krik. Kljub negativnim kritikam so ga nekateri imenovali za najboljši konec trilogije Krik. Leta 2012 je bil film tretji najbolj dobičkonosen film v tem žanru grozljivk v Severni Ameriki, pred njim sta bila le Krik (Scream) pod številko 1 in Krik 2 pod številko 2. Glasba filma je bila dobro sprejeta; 14 tednov se je obdržala na lestvici Billboard 200 in je prišla na 32. mesto.

## Vsebina
Cotton Weary, ki zdaj živi v Los Angelesu in vodi svojo televizijsko oddajo 100% Cotton. Nekega večera ga pokliče Ghostface, ki želi izvedeti kje se nahaja Sidney Prescott, saj je ta izginila odkar so se zgodili dogodki iz drugega filma. Cotton zavrne sodelovanje, in zato Ghostface vdre na njegov dom, kjer ga kasneje z njegovo punco Christine umori.
Detektiv Mark Kincaid kontaktira Gale Weathers, da bi jo povprašal o umoru Cottona, ki ga raziskuje. Zaradi tega Gale odide v Holywood, kjer sreča Deweya Rileya, ki zdaj dela kot svetovalec pri novem tretjem filmu Rezilo 3, ki temelji na umorih Ghostfaca. Morilec medtem zabode in ubije igralko v filmu Sarah Darling.
Sidney zdaj živi v hiši stran od ljudi, kjer dela kot svetovalka za ženske v krizi preko telefona, saj se boji da bo nov morilec na udaru. Toda morilec najde njeno telefonsko številko in jo prisili, da preneha s skrivanjem in odide v Holywood. Medtem se zasedba filma Rezilo 3, vključno z Deweyem in Gale, zbere na domu Jennifer Jolie. Ghostface ubije njenega telesnega stražarja Stevena Stoneja in povzroči eksplozijo, ki ubije Toma Prinza. 
Martha Meeks, sestra Sidnyenega prijatelja Randya, katerega je napadel in ubil Ghostface v prejšnjem filmu, obišče Sidney in ostale, ter jim pokaže kaseto katero je Randy posnel pred svojo smrtjo. Tam Randy pojasni, da v tretjem, delu grozljivk ni nobenih pravil, in da lahko umrejo prav vsi, vključno s Sideny.
Dewey, Gale, Jennifer in igralca v filmu Rezilo 3, Angelina Tyler in Tyson Fox, se udeležijo rojstno dnevne zabave, filmskega režiserja Romana Bridgerja, kjer ponovno udari Ghostface. Gale najde navidez mrtvega Romana, z nožem v prsih. Angelina ne želi ostati skupaj z Jennifer in Gale, zato jo Ghostface ubije. Tyson se spopade z morilcem, vendar ga ta rani. Nato ga Ghostface vrže čez balkon in ubije. Jennifer skuša pobegniti skozi skriven izhod, vendar jo Ghostface najde in ubije. Morilec ukaže Sidney ukaže Sidney naj pride v vilo, če želi rešiti Gale in Deweya, ki ju ima za talca. Ko Sidney prispe, jo Ghostface prisili, da se razoroži. Tam Sidney razveže Deweya in Gale, ko se naenkrat pojavi Ghostface, toda Sidney uporabi drugo pištolo, da bi ga odgnala. Takrat pride dektektiv Knicaid, vendar se ga Ghostface znebi.
Sidney zbeži in se skrije v skrivno sobo, kjer razkrije morilca. Izve, da je morilec Roman, ki je zaigral svojo smrt. Roman prizna, da je Sidneyin pol brat, ki se je rodil, ko je njena mama še igrala v Hollywodu. Leta kasneje se je neuspešno hotel združiti z njo. Zato je posnel vse moške s katerimi je njuna mama imela afere, ter Billyu Loomisu pokazal ponetek z njegovim očetom, zaradi česar jo je tudi Billy ubil (kar je sprožilo dogodke v Kriku in Kriku 2). Ko je izvedel kako je Sidney zaslovela zaradi teh dogodkov, se je odločil, da jo zvabi iz skrivališča.
Roman ji nato pove, da bo vse umore naprtil njej, nato pa iz omare zvleče Johna Miltona in ga pred Sidney ubije. Sidney v jezi pove Romanu, da je vse to njegova krivda, ter da naj sprejme posledice za svoja dejanja. Med Sidney in Romanom se nato vname pretep. Roman ustreli Sidney v prsi in jo navidez ubije. Medtem ko je čakal Deweya in Gale, Romana šokira spoznanje, da je Sidneyino truplo izginilo. Ravno, ko jo želi poklicati po telefonu, ona pokliče njega. To ga zamoti dovolj dolgo, da ga Sidney zabode v hrbet in Roman pade. Preden počasi umre, mu Sidney pokaže, da je nosila neprebojni jopič. Nato ga zabode še v prsi kar Romana takoj ubije. Gale je začudena, a je Roman morilec, ko slednji poskuša še enkrat napasti, vendar ga Dewey ubije s strelom v glavo.
Nekaj časa kasneje Dewey zaprosi Gale in ona reče da, Sidney pa se vrne domov. Dewey, Gale in detektiv Kincaid povabijo Sidney, da bi si skupaj ogledali film. Ko se jim pridruži se vrata za njo odprejo, toda ona gre naprej saj je končno prepričana, da je umorov zdaj konec, in da je varna.

## Igralci
- Neve Campbell kot Sidney Prescott
- David Arquette kot Dwight "Dewey" Riley
- Courteney Cox kot Gale Weathers
- Patrick Dempsey kot detektiv Mark Kincaid
- Scott Foley kot Roman Bridger
- Parker Posey kot Jennifer Jolie
- Emily Mortimer kot Angelina Tyler
- Matt Keeslar kot Tom Prinze
- Jenny McCarthy kot Sarah Darling
- Deon Richmond kot Tyson Fox
- Lance Henriksen kot John Milton
- Patrick Warburton kot Steven Stone
- Liev Schreiber kot Cotton Weary
- Kelly Rutherford kot Christine Hamilton

Neve Campbell, Courteney Cox, David Arquette in Liev Schreiber so se vrnili v svoje stare vloge, kjer so igrali Sidney Prescott, novinarko Gale Weathers, Deweya Rileya in Cottona Wearya, ki zdaj vodi oddajo na televiziji izključno v Kriku 3. Njihove vloge so edine preživele osrednje vloge, ki so preživele dogodke v prejšnjih dveh filmih. Craven je v intervjuju povedal, da stare zasedbe ni bilo težko prepričati, kakor za Krik 2, kjer so se igralci soočali s slavo in natrpanimi urniki, kar je tudi otežilo produkcijo filma. Lynn McCree je končno prikazala tudi fizično podobo Maureen Prescot (skozi Sidneyine privide). Roger L. Jackson je tudi tokrat posodil glas antagonistu Ghostfacu in Jamie Kennedy je spet zaigral Randya Meeksa, čeprav je njegov lik umrl v Kriku 2. Zaradi negativnih odzivov glede Randyeve smrti, ga je produkcija želela oživeti, da bi slednjega skrivala njegova družina medtem, ko bi okreval. Vendar, ker je bilo to povsem neverjetno, se lik pojavi le v manjši vlogi preko posnetka.
Veliko stranskih igralcev je igralo izmišljene igralce filma v filmu ''Rezilo 3'', skupaj z Emily Mortimer kot Angelina Tyler, Parker Posey kot Jennifer Jolie, Mattom Keeslarjem kot Tom Prinze, Jenny McCarthy kot Sarah Darling in Deonom Richmondom kot Tyson Foxwith, Scott Foley pa kot režiser filma, Roman Bridger. Igralski zasedbi so se pridružili še Lance Henriksen kot filmski producent John Milton, Patrick Dempsey kot detektiv Mark Kincaid, Patrick Warburton kot varnostnik Steven Stone in Kelly Rutherford kot Christine Hamilton, dekle Cottona Wearya. Rutherfordova se je pridružila zasedbi šele po začetku snemanja filma, saj se je scenarij ves čas spreminjal, potrebovali pa so žensko igralko s katero bi lahko Schreiber zaigral začetek filma. Krik 3 je prvi, ki je prikazal mamo Sidney Prescott, Maureen Prescott, katero je zaigrala Lynn McRee, saj smo ta lik lahko v prvih dveh filmih videli le preko fotografij.
Lawrence Hecht in C.W. Morgan sta se pojavila v manjših vlogah kot Sidneyin oče Neil Prescott in Hank Loomis. Nancy O'Dell se je pojavila kot neimenovana novinarka, ki je to vlogo imela tudi v Kriku 2. V Kriku 3 se je pojavilo tudi nekaj izmišljenih likov kot sta Jay in Silent Bob iz filma iz leta 1994 Trgovci (Clerks), katera sta igrala Jason Mewes in Kevin Smith. V filmu se je prav tako pojavila Carrie Fisher, ki je tudi pomagala pri scenariju izpopolniti svoj lik. 